# 大谷譲二
大谷 譲二（おおたに じょうじ、1991年6月4日 - ）は、日本のプロレスラー。

## 経歴
和泉短期大学在学中に、UWF関東学生プロレス連盟でギャル男コレクションA.G.のリングネームで学生プロレスを始める。
2014年12月6日、ガッツワールドプロレスリングに入門。
2015年3月28日、ガッツワールド新木場1stRING大会の対秋庭遼也戦でデビュー。
2018年4月15日、ガッツワールドが解散。4月20日、プロレスリングHEAT-UPとHEAT-UPの別ブランド「プロレスリングGOING-UP」に入団。
2019年2月24日、GOING-UPが解散。5月19日、兼平大介とのタッグでHEAT-UPユニバーサルタッグ王座を獲得。12月2日、活動休止に伴い、タッグ王座が空位となる。
2020年10月31日、活動休止のままHEAT-UPを退団。12月、2021年1月に開催予定の『P.P.P.TOKYOハウスショー』にて復帰することを発表。
2021年1月27日、P.P.P.新木場1stRING大会における対三富政行戦にて復帰。

## 得意技
フロッグスプラッシュ
リストクラッチノーザンライトスープレックス
みちのくドライバーII
RKO
スライディングD
スライディングエルボーと同型。

## タイトル歴
- HEAT-UPユニバーサルタッグ王座
- パワフルタッグリーグ優勝
- WEWタッグ王座
- WEWジュニアヘビー級王座
- MBPW認定無差別級王座
- APEX OF TRIANGLE王座
- DEP無差別級タッグ王座
- レッスルブレインカップ王座